# FIFA: Road to World Cup 98
FIFA: Road to World Cup 98, ou simplesmente FIFA 98, é um jogo eletrônico de futebol, sendo o quinto jogo da franquia FIFA Soccer. Ele foi inspirado na Copa do Mundo de 1998 e foi lançado para as plataformas Nintendo 64, PlayStation 1, Sega Saturn, Windows, Super Nintendo, Game Boy e Mega Drive.
Assim como seu antecessor (FIFA 97), ele também trouxe a modalidade "Indoor Soccer Mode". Porém, esta foi a última edição do FIFA Soccer a trazer este modo de jogo. O "Indoor Soccer Mode" era uma espécie de simulador de uma partida de "Futsal", porém com algumas regras um pouco diferentes, como a bola não sair pela lateral, e a área do goleiro era quadrada. Os bugs da edição anterior, em que as bolas ficavam presas nas diagonais da quadra, foram solucionados, trazendo grande popularidade a este modo de jogo.

## O jogo
FIFA: Road to World Cup 98, ou simplesmente FIFA 98, é um jogo eletrônico inspirado na Copa do Mundo de 1998. Foi o quinto jogo da série e foi lançado para as plataformas Nintendo 64, PlayStation 1, Sega Saturn, Windows, Super Nintendo,Game Boy e Mega Drive.
FIFA: A Caminho da Copa de 98 traz para você um excelente simulador de futebol. Excelentes gráficos e sons!
Aqui você defenderá seu time a partir da fase classificatória, lutando para conseguir a tão sonhada vaga para a Copa da França. São 172 times, em seis zonas diferentes. No final apenas 30 serão classificados (obedecendo à regra das Eliminatórias na época, o Brasil, campeão incumbente, e a França, país-sede, estavam dispensados de disputar as eliminatórias; porém, eles podiam ser escolhidos para as Eliminatórias, e o jogo designaria substitutos da mesma zona para receber a qualificação automática).
Sua música tema foi Song 2, da banda britânica Blur.
O jogo possui 5 modalidades diferentes: Copa do Mundo de 98, Amistosos, Liga, Pênalti e Treino.
O jogo nunca possuiu dublagem brasileira.

## Ligas
FIFA 98 possui um total de 11 ligas. Como nas edições anteriores do jogo, o Campeonato Brasileiro e A Liga Americana não são oficiais.
- Bundesliga
- Campeonato Brasileiro
- Scottish Premier League
- La Liga
- A-League
- Ligue 1
- FA Premier League
- Serie A
- M-League
- Eredivisie
- Allsvenskan

## Seleções
O jogo conta com as 170 seleções que participaram das Eliminatórias da Copa do Mundo FIFA de 1998, mais o Brasil e a França. As seleções nacionais de Mali e Níger, por terem desistido das Eliminatórias, não foram incluídas no jogo.
Zona 1 – CONMEBOL